# Weißbach (Schmölln)
Weißbach ist ein Ortsteil der Stadt Schmölln im Landkreis Altenburger Land in Thüringen.

## Lage
Südwestlich von Schmölln liegt der Ortsteil Weißbach nördlich neben der Bundesautobahn 4 (Rastplatz „Altenburger Land“) und ist über Kreisstraßen erreichbar. Die Ausläufer des Ronneburger Acker- und Bergbaugebietes reichen in die Gemarkung hinein. Begrünte Erosionsrinnen muntern die Ackerbaugegend auf.

## Geschichte

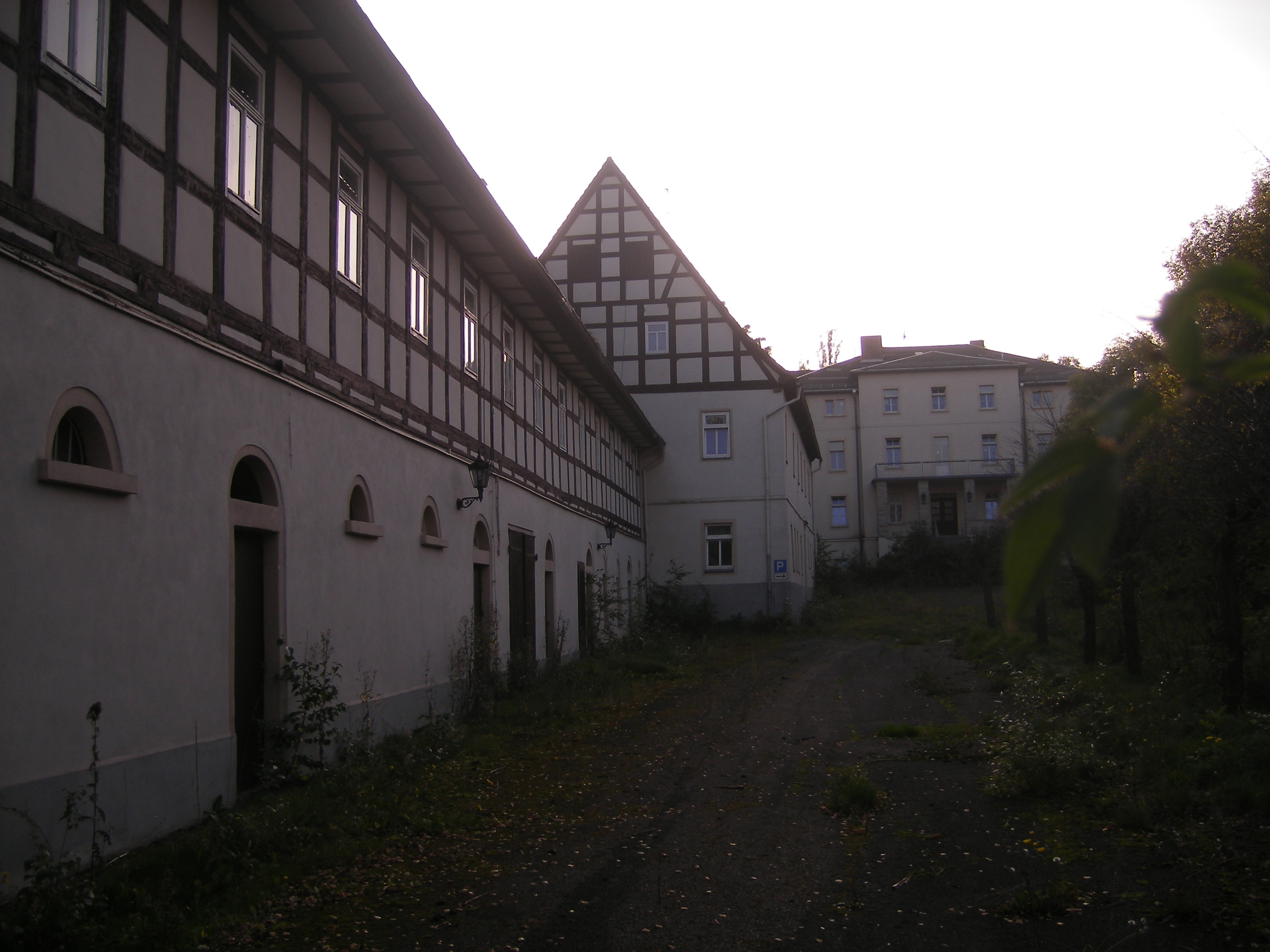
Rittergut

Ab 1181 bis 1214 wurde der Ortsteil erstmals urkundlich erwähnt. Bis 1570 war das im 12. Jahrhundert erstmals erwähnte Rittergut im Besitz der Familie von Weißbach. Danach folgten die Familien von Pflugk und von Schönberg. Im Jahr 1598 erwarb es die Familie von Caspar von Zehmen und sein Nachfahre verkaufte das Rittergut Weißbach 1681. Weitere Besitzer waren die Familien von der Planitz, von Pöllnitz und die bisherigen Pächter Carl Gottfried Friedrich. Im Zuge der Bodenreform wurde das Rittergut 1945 enteignet und bis 1948 die große Scheune mit Pferdestall, der Stall an der Einfahrt und das Brauhaus abgerissen. Das Herrenhaus (Bau nach 1900) wurde später als Kindersanatorium genutzt und stand danach viele Jahre leer, bevor es 2012 von einer Unternehmerin aus Rotterdam erworben wurde, die es für einen hohen sechsstelligen Betrag sanieren ließ.
Weißbach gehörte zum wettinischen Amt Altenburg, welches ab dem 16. Jahrhundert aufgrund mehrerer Teilungen im Lauf seines Bestehens unter der Hoheit folgender Ernestinischer Herzogtümer stand: Herzogtum Sachsen (1554 bis 1572), Herzogtum Sachsen-Weimar (1572 bis 1603), Herzogtum Sachsen-Altenburg (1603 bis 1672), Herzogtum Sachsen-Gotha-Altenburg (1672 bis 1826). Bei der Neuordnung der Ernestinischen Herzogtümer im Jahr 1826 kam der Ort wiederum zum Herzogtum Sachsen-Altenburg. Nach der Verwaltungsreform im Herzogtum gehörte Weißbach bezüglich der Verwaltung zum Ostkreis (bis 1900) bzw. zum Landratsamt Ronneburg (ab 1900). Das Dorf gehörte ab 1918 zum Freistaat Sachsen-Altenburg, der 1920 im Land Thüringen aufging. 1922 kam es zum Landkreis Altenburg.
Am 1. Juli 1950 wurde Brandrübel eingemeindet, Selka folgte am 1. November 1973. Bei der zweiten Kreisreform in der DDR wurden 1952 die bestehenden Länder aufgelöst und die Landkreise neu zugeschnitten. Somit kam die Gemeinde Weißbach mit dem Kreis Schmölln an den Bezirk Leipzig; jener gehörte seit 1990 als Landkreis Schmölln zu Thüringen und ging bei der thüringischen Kreisreform 1994 im Landkreis Altenburger Land auf. Kurz vorher wurde die Gemeinde Weißbach mit ihren beiden Ortsteile am 8. März 1994 in die Stadt Schmölln eingegliedert. 363 Personen wohnten per 1. Mai 2012 im Ortsteil. Das Dorf liegt im ländlichen Raum und ist landwirtschaftlich geprägt.